# Melanie Skillman
Melanie Skillman, född 23 september 1954 är en amerikansk idrottare som tog brons i bågskytte vid olympiska sommarspelen 1988.